# Réaction organique
Les réactions organiques sont des réactions chimiques impliquant des composés organiques. Les principaux types de réactions organiques sont l'élimination, l'addition, la substitution, le réarrangement et les réactions d'oxydoréduction impliquant des composés organiques. Ces réactions sont utilisées en synthèse organique pour construire de nouvelles molécules organiques. La production de nombreuses substances chimiques, comme les médicaments, les plastiques, les additifs alimentaires, etc., met en jeu des réactions organiques.
Les plus anciennes réactions organiques réalisées par l'homme seraient la combustion de combustible et la saponification de corps gras pour obtenir du savon. La chimie organique moderne commence avec la synthèse de Wöhler en 1828. L'histoire des remises de prix Nobel en chimie est jalonnée de découvertes de réactions organiques particulières, comme la réaction de Grignard en 1912, celle de Diels-Alder en 1950, celle de Wittig en 1979 ou la métathèse des alcènes en 2005.

Exemple de bilan partiel de réaction organique :
le réarrangement de Claisen.

## Appellation et classification
Les réactions organiques portent souvent le nom de leur inventeur. Ainsi, parmi tant d'autres, du réarrangement de Claisen (1912), ou de la réaction de Bingel (1993). Lorsque le nom est difficile à prononcer ou trop long, il est parfois abrégé : la réaction de Corey-Bakshi-Shibata est plus connue sous le nom de réduction CBS. Actuellement la manière de nommer change. C'est le cas, par exemple, de l'aldolisation.
On peut classer ces réactions par mécanisme, par groupe fonctionnel (voir ci-dessous) ou bien encore selon le type de réactif (souvent inorganique) nécessaire pour attaquer une substance organique : un oxydant comme le tétroxyde d'osmium, un réducteur comme le tétrahydruroaluminate de lithium, une base comme le diisopropylamidure de lithium, ou bien encore un acide comme l'acide sulfurique.

## Généralités
Les facteurs gouvernant les réactions organiques sont à peu près les mêmes que pour n'importe quelle autre réaction chimique. Les facteurs spécifiques sont ceux qui déterminent la stabilité des réactifs et des produits, comme la conjugaison, l'hyperconjugaison ou l'aromaticité, ainsi que l'existence et la stabilité des intermédiaires réactionnels, comme les radicaux, les carbocations et les carbanions.
Un composé organique peut posséder de nombreux isomères. La sélectivité en termes de régiosélectivité, diastéréosélectivité et énantiosélectivité est un critère important pour la classification de nombreuses réactions organiques. La stéréochimie des réactions péricycliques est gouvernée par les règles de Woodward-Hoffmann et celle de nombreuses réactions d'élimination par les règles de Zaïtsev.
Les réactions organiques sont importantes pour la production de produits pharmaceutiques. Une étude de 2006 estime que 20 % des réactions provoquées dans ce but impliquent des alkylations sur des atomes d'azote ou d'oxygène, que 20 % consistent en des protections/déprotections, 11 % en la formation de nouvelles liaisons carbone carbone et 10 % dans des conversions de groupes fonctionnels.

## Réactions organiques par mécanisme
Le nombre de réactions organiques et de mécanismes est illimité. Cependant l'observation permet de classer la plupart des réactions courantes selon certains modèles généraux. Chaque réaction peut être décomposée selon un mécanisme réactionnel qui explique comment elle se déroule, bien que les étapes de ce mécanisme ne soient pas toujours connues avec précision. Les réactions organiques peuvent donc être grossièrement classées dans les catégories listées par le tableau ci-dessous. Mais, de fait, certaines réactions entrent dans plus d'une catégorie. Des substitutions, par exemple, sont constituées d'une addition suivie d'une élimination.
| type de réaction           | sous type                            | Commentaire                                                                      |
| -------------------------- | ------------------------------------ | -------------------------------------------------------------------------------- |
| Réactions d'addition       | addition électrophile                | inclut des réactions comme l'halogénation, l'hydrohalogénation et l'hydratation. |
| Réactions d'addition       | addition nucléophile                 | inclut des réactions comme l'halogénation, l'hydrohalogénation et l'hydratation. |
| Réactions d'addition       | addition radicalaire                 | inclut des réactions comme l'halogénation, l'hydrohalogénation et l'hydratation. |
| Réactions d'élimination    |                                      | inclut la déshydratation, suivent un mécanisme E1, E2 ou E1cB                    |
| Réactions de substitution  | substitution nucléophile aliphatique | mécanismes SN1, SN2 et SNi                                                       |
| Réactions de substitution  | substitution nucléophile aromatique  | mécanismes SN1, SN2 et SNi                                                       |
| Réactions de substitution  | substitution nucléophile acylique    | mécanismes SN1, SN2 et SNi                                                       |
| Réactions de substitution  | substitution électrophile            | mécanismes SN1, SN2 et SNi                                                       |
| Réactions de substitution  | substitution électrophile aromatique | mécanismes SN1, SN2 et SNi                                                       |
| Réactions de substitution  | substitution radicalaire             | mécanismes SN1, SN2 et SNi                                                       |
| Réactions organiques rédox |                                      | réactions rédox spécifiques aux composés organiques et très courantes            |
| Réactions de réarrangement | réarrangements 1,2                   |                                                                                  |
| Réactions de réarrangement | réactions péricycliques              |                                                                                  |
| Réactions de réarrangement | métathèse                            |                                                                                  |

Dans les réactions de condensation, une petite molécule, celle de l'eau par exemple, se forme quand deux réactifs se combinent par réaction chimique. La réaction opposée, où l'eau est consommée, est appelée hydrolyse.
De nombreuses réactions de polymérisation dérivent de réactions organiques, des polyadditions ou des polycondensations.
Le mécanisme d'une réaction peut souvent être figuré à l'aide de flèches qui représentent les mouvements d'électrons (célibataires, d'une liaison, d'un doublet non liant, etc.) pendant le passage des réactifs aux produits.
En chimie verte, ces réactions sont classées selon leur économie d'atomes :
- Bonne économie d'atomes : réarrangement et addition : tous les atomes utilisés dans les réactifs se retrouvent dans les produits recherchés ;
- Mauvaise économie d'atomes : substitution et élimination : en plus des produits recherchés, des coproduits sont formés. Ces coproduits doivent être séparés des produits recherchés.

## Réactions organiques par groupes fonctionnels
Une réaction organique peut être classée selon le type de groupe fonctionnel qu'elle implique ou qui se forme à son issue. Par exemple, pour le réarrangement de Fries, le réactif est un ester et le produit de réaction un alcool.
Voici un aperçu des groupes fonctionnels avec leur obtention et leur réactivité :
| groupe fonctionnel        | préparation | réactions |
| ------------------------- | ----------- | --------- |
| Acides carboxyliques      | préparation | réactions |
| Acyloïnes                 | préparation | réactions |
| Alcools                   | préparation | réactions |
| Aldéhydes                 | préparation | réactions |
| Alcanes                   | préparation | réactions |
| Alcènes                   | préparation | réactions |
| Alcynes                   | préparation | réactions |
| Amides                    | préparation | réactions |
| Amines                    | préparation | réactions |
| Anhydride d'acide         | préparation | réactions |
| Aziridines                | préparation | réactions |
| Azotures                  | préparation | réactions |
| Cétones                   | préparation | réactions |
| Cyclopropanes             | préparation | réactions |
| Diazo                     | préparation | réactions |
| Diols                     | préparation | réactions |
| Esters                    | préparation | réactions |
| Éthers                    | préparation | réactions |
| Époxyde                   | préparation | réactions |
| Halogénocétones           | préparation | réactions |
| Halogénure d'acyle        | préparation | réactions |
| Halogénure d'alkyle       | préparation | réactions |
| Hydrocarbures aromatiques | préparation | réactions |
| Imines                    | préparation | réactions |
| Isocyanates               | préparation | réactions |
| Lactames                  | préparation | réactions |
| Nitriles                  | préparation | réactions |
| Nitro                     | préparation | réactions |
| Nitrite d'alkyle          | préparation | réactions |
| Oxyde d'amine             | préparation | réactions |
| Phénol                    | préparation | réactions |
| Thiols                    | préparation | réactions |

## Autres classifications
En chimie des hétérocycles, les réactions organiques sont classées selon le type d'hétérocycle formé : taille de cycle et type d'hétéroatome (voir les indoles).
Les réactions organiques peuvent aussi être classées selon le type de liaison élément-carbone. On distingue par exemple les chimies des organosilicium, des organophosphore ou des organosoufre, et celle des organométalliques quand la liaison est de type carbone-métal.